# Parathroscinus magnus
Parathroscinus magnus – gatunek chrząszcza z rodziny Limnichidae i podrodziny Cephalobyrrhinae.
Gatunek opisany został w 1990 roku przez Davida P. Wooldridge'a.
Czarny chrząszcz o wypukłym, szeroko podłużno-owalnym ciele długości 3,8 mm. Na głowie krótkie włosy żółtobrązowe i długie, brązowe. Owłosienie przedplecza brązowe, po bokach żółtobrązowe. Na pokrywach włosy brązoe oraz łatki i pasy włosków srebrnych. Tarczka diamentokształtna. Spód ciała złoto owłosiony. Zapiersie delikatnie punktowane.
Gatunek znany z lasów namorzynowych singapurskiego Mandai.